# ومیس شرقی
ومیس شرقی (به انگلیسی: East Wemyss) یک شهرک در اسکاتلند است که در فایف واقع شده‌است. ومیس شرقی ۱٬۹۲۸ نفر جمعیت دارد.